# Rado

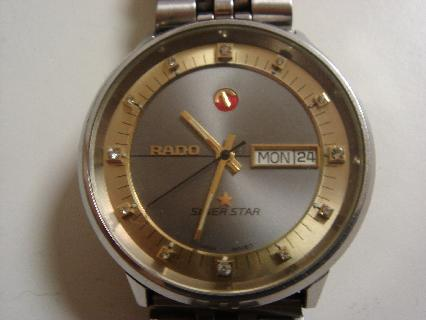
Rado Silver Star, circa 1980

Rado là hãng sản xuất đồng hồ có trụ sở tại Lengnau, Thụy Sĩ. Ngày nay, hãng sản xuất khoảng nữa triệu đồng hồ mỗi năm, với đội ngũ nhân viên khoảng 470 người. Thương hiệu đồng hồ Rado được cung cấp ở khoảng 150 quốc gia, với hơn 5.900 điểm bán hàng. Thị trường quan trọng nhất của hãng là khu vực Đông Nam Á, Nhật Bản, Trung Quốc, Ấn Độ, Trung Đông, các quốc gia khác ở châu Âu (Thụy Sĩ, Đức, Ý) và Mỹ.